# Risto Mannisenmäki

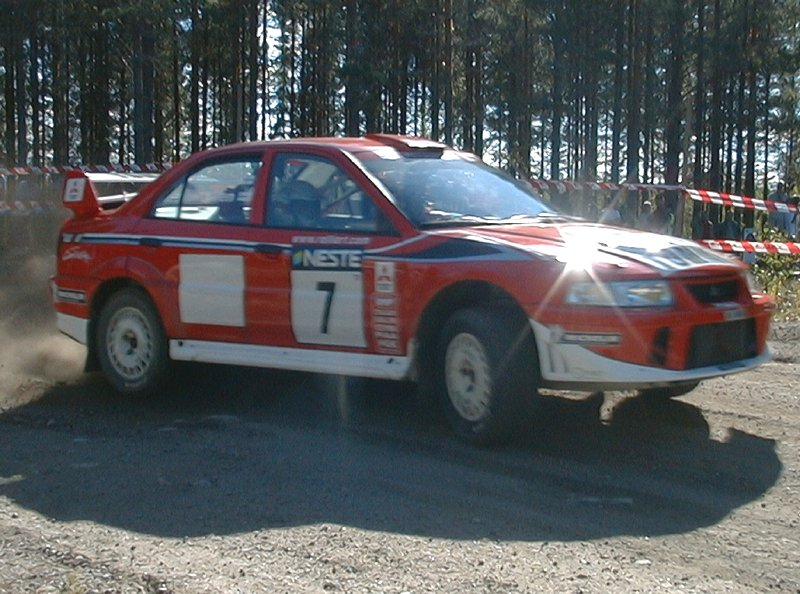
Mannisenmäki e Mäkinen al Rally di Finlandia nel 2001

Risto Mannisenmäki (28 maggio 1959) è un ex copilota di rally finlandese.

## Biografia
Ha disputato la sua prima gara da copilota nel 1982, al Rally dei 1000 Laghi, nona prova del campionato del mondo, a bordo di una Talbot Sunbeam pilotata da Jari Kaartinen.
Nel corso degli anni e sino al 1997 Mannisenmäki si alternò con vari piloti suoi connazionali (tra cui Sebastian Lindholm e Tapio Laukkanen), partecipando saltuariamente a gare del mondiale (soprattutto il Rally di Finlandia) e principalmente al Campionato Europeo, dove totalizzò 24 gare disputate e un podio, il terzo posto ottenuto all'Hankiralli, in Finlandia, nel 1990 con Lindholm. 
Dal 1998 al 2001 partecipò al mondiale a tempo pieno, gareggiando in coppia con Tommi Mäkinen per la squadra ufficiale Mitsubishi e vincendo due campionati del mondo, nel 1998 e nel 1999, a bordo di diversi modelli della Lancer Evolution; fu quinto nel 2000 e terzo nel 2001. Il sodalizio tra i due si sciolse dopo il Tour de Corse 2001, quando entrambi incorsero in un brutto incidente: la loro Mitsubishi Lancer WRC urtò infatti un muretto a bordo strada e volò contro la parete opposta, capottandosi. Mannisenmäki rimase ferito nell'occasione e fu costretto a un momentaneo ritiro, che lo tenne lontano dalle corse per tutto il 2002.
La sua ultima gara disputata (la prima dopo l'incidente) fu il Rally di Gran Bretagna del 2003, dove terminò al nono posto con Juuso Pykälistö.

## Palmarès
- 2 Campionati del mondo da copilota di Tommi Mäkinen (1998 e 1999)

## Vittorie nel WRC
| Nº | Rally                         | Anno | Pilota        | Vettura                   | Squadra                      |
| -- | ----------------------------- | ---- | ------------- | ------------------------- | ---------------------------- |
| 1  | 47º Rally di Svezia           | 1998 | Tommi Mäkinen | Mitsubishi Lancer Evo V   | Marlboro Mitsubishi Ralliart |
| 2  | 18º Rally d'Argentina         | 1998 | Tommi Mäkinen | Mitsubishi Lancer Evo V   | Marlboro Mitsubishi Ralliart |
| 3  | 48º Rally di Finlandia        | 1998 | Tommi Mäkinen | Mitsubishi Lancer Evo V   | Marlboro Mitsubishi Ralliart |
| 4  | 40º Rally di Sanremo          | 1998 | Tommi Mäkinen | Mitsubishi Lancer Evo V   | Marlboro Mitsubishi Ralliart |
| 5  | 11º Rally d'Australia         | 1998 | Tommi Mäkinen | Mitsubishi Lancer Evo V   | Marlboro Mitsubishi Ralliart |
| 6  | 67º Rally di Monte Carlo      | 1999 | Tommi Mäkinen | Mitsubishi Lancer Evo VI  | Marlboro Mitsubishi Ralliart |
| 7  | 48º Rally di Svezia           | 1999 | Tommi Mäkinen | Mitsubishi Lancer Evo VI  | Marlboro Mitsubishi Ralliart |
| 8  | 30º Rally della Nuova Zelanda | 1999 | Tommi Mäkinen | Mitsubishi Lancer Evo VI  | Marlboro Mitsubishi Ralliart |
| 9  | 41º Rally di Sanremo          | 1999 | Tommi Mäkinen | Mitsubishi Lancer Evo VI  | Marlboro Mitsubishi Ralliart |
| 10 | 68º Rally di Monte Carlo      | 2000 | Tommi Mäkinen | Mitsubishi Lancer Evo VI  | Marlboro Mitsubishi Ralliart |
| 11 | 69º Rally di Monte Carlo      | 2001 | Tommi Mäkinen | Mitsubishi Lancer Evo 6.5 | Marlboro Mitsubishi Ralliart |
| 12 | 35º Rally del Portogallo      | 2001 | Tommi Mäkinen | Mitsubishi Lancer Evo 6.5 | Marlboro Mitsubishi Ralliart |
| 13 | 49º Safari Rally              | 2001 | Tommi Mäkinen | Mitsubishi Lancer Evo 6.5 | Marlboro Mitsubishi Ralliart |

## Risultati nel mondiale rally
| 1982 | Scuderia | Vettura        |  |  |  |  |  |  |  |  |     |  |  |  |  |  | Punti | Pos. |
| ---- | -------- | -------------- |  |  |  |  |  |  |  |  | --- |  |  |  |  |  | ----- | ---- |
| 1982 |          | Talbot Sunbeam |  |  |  |  |  |  |  |  | Rit |  |  |  |  |  | 0     |      |

| 1986 | Scuderia | Vettura         |  |  |  |  |  |  |  |  |     |  |  |  |  |  | Punti | Pos. |
| ---- | -------- | --------------- |  |  |  |  |  |  |  |  | --- |  |  |  |  |  | ----- | ---- |
| 1986 |          | Volvo 240 Turbo |  |  |  |  |  |  |  |  | Rit |  |  |  |  |  | 0     |      |

| 1987 | Scuderia | Vettura         |  |  |  |  |  |  |  |  |  |    |  |  |  |  | Punti | Pos. |
| ---- | -------- | --------------- |  |  |  |  |  |  |  |  |  | -- |  |  |  |  | ----- | ---- |
| 1987 |          | Audi 80 Quattro |  |  |  |  |  |  |  |  |  | 19 |  |  |  |  | 0     |      |

| 1988 | Scuderia | Vettura             |  |  |  |  |  |  |  |  |  |     |  |  |  |  | Punti | Pos. |
| ---- | -------- | ------------------- |  |  |  |  |  |  |  |  |  | --- |  |  |  |  | ----- | ---- |
| 1988 |          | Lancia Delta HF 4WD |  |  |  |  |  |  |  |  |  | Rit |  |  |  |  | 0     |      |

| 1989 | Scuderia | Vettura                |  |  |  |  |  |  |  |  |     |  |  |  |  |  | Punti | Pos. |
| ---- | -------- | ---------------------- |  |  |  |  |  |  |  |  | --- |  |  |  |  |  | ----- | ---- |
| 1989 |          | Lancia Delta Integrale |  |  |  |  |  |  |  |  | Rit |  |  |  |  |  | 0     |      |

| 1990 | Scuderia | Vettura            |  |  |  |  |  |  |  |    |  |  |  |  |  |  | Punti | Pos. |
| ---- | -------- | ------------------ |  |  |  |  |  |  |  | -- |  |  |  |  |  |  | ----- | ---- |
| 1990 |          | Audi Coupé Quattro |  |  |  |  |  |  |  | 18 |  |  |  |  |  |  | 0     |      |

| 1992 | Scuderia | Vettura                |  |  |  |  |  |  |  |  |    |  |  |  |  |  | Punti | Pos. |
| ---- | -------- | ---------------------- |  |  |  |  |  |  |  |  | -- |  |  |  |  |  | ----- | ---- |
| 1992 |          | Mitsubishi Galant VR-4 |  |  |  |  |  |  |  |  | 20 |  |  |  |  |  | 0     |      |

| 1993 | Scuderia | Vettura                              |  |     |  |  |  |  |  |  |     |  |  |  |     |  | Punti | Pos. |
| ---- | -------- | ------------------------------------ |  | --- |  |  |  |  |  |  | --- |  |  |  | --- |  | ----- | ---- |
| 1993 |          | Audi Coupé S2 Mitsubishi Galant VR-4 |  | Rit |  |  |  |  |  |  | Rit |  |  |  | Rit |  | 0     |      |

| 1994 | Scuderia | Vettura                 |  |  |  |  |  |  |  |  |     |  |  |  |  |  | Punti | Pos. |
| ---- | -------- | ----------------------- |  |  |  |  |  |  |  |  | --- |  |  |  |  |  | ----- | ---- |
| 1994 |          | Ford Escort RS Cosworth |  |  |  |  |  |  |  |  | Rit |  |  |  |  |  | 0     |      |

| 1995 | Scuderia     | Vettura                 |  |  |  |  |  |  |  |    |  |  |  |  |  |  | Punti | Pos. |
| ---- | ------------ | ----------------------- |  |  |  |  |  |  |  | -- |  |  |  |  |  |  | ----- | ---- |
| 1995 | S.B.G. Sport | Volkswagen Golf GTi 16V |  |  |  |  |  |  |  | 12 |  |  |  |  |  |  | 0     |      |

| 1996 | Scuderia       | Vettura                 |  |  |  |  |  |     |  |  |  |  |  |  |  |  | Punti | Pos. |
| ---- | -------------- | ----------------------- |  |  |  |  |  | --- |  |  |  |  |  |  |  |  | ----- | ---- |
| 1996 | Blue Rose Team | Volkswagen Golf GTi 16V |  |  |  |  |  | Rit |  |  |  |  |  |  |  |  | 0     |      |

| 1997 | Scuderia       | Vettura                     |  |    |  |  |  |  |  |  |  |    |  |  |  |  | Punti | Pos. |
| ---- | -------------- | --------------------------- |  | -- |  |  |  |  |  |  |  | -- |  |  |  |  | ----- | ---- |
| 1997 | Blue Rose Team | Volkswagen Golf III Kit Car |  | 19 |  |  |  |  |  |  |  | 11 |  |  |  |  | 0     |      |

| 1998 | Scuderia                     | Vettura                                          |     |   |     |     |   |     |   |     |   |   |   |   |     |  | Punti | Pos. |
| ---- | ---------------------------- | ------------------------------------------------ | --- | - | --- | --- | - | --- | - | --- | - | - | - | - | --- |  | ----- | ---- |
| 1998 | Marlboro Mitsubishi Ralliart | Mitsubishi Lancer Evo IV Mitsubishi Lancer Evo V | Rit | 1 | Rit | Rit | 3 | Rit | 1 | Rit | 3 | 1 | 1 | 1 | Rit |  | 58    | 1º   |

| 1999 | Scuderia                     | Vettura                  |   |   |    |   |   |   |   |   |   |     |     |   |   |     | Punti | Pos. |
| ---- | ---------------------------- | ------------------------ | - | - | -- | - | - | - | - | - | - | --- | --- | - | - | --- | ----- | ---- |
| 1999 | Marlboro Mitsubishi Ralliart | Mitsubishi Lancer Evo VI | 1 | 1 | SQ | 5 | 3 | 6 | 4 | 3 | 1 | Rit | Rit | 1 | 3 | Rit | 62    | 1º   |

| 2000 | Scuderia                     | Vettura                  |   |   |     |     |   |   |     |     |   |   |     |   |    |   | Punti | Pos. |
| ---- | ---------------------------- | ------------------------ | - | - | --- | --- | - | - | --- | --- | - | - | --- | - | -- | - | ----- | ---- |
| 2000 | Marlboro Mitsubishi Ralliart | Mitsubishi Lancer Evo VI | 1 | 2 | Rit | Rit | 4 | 3 | Rit | Rit | 4 | 5 | Rit | 3 | SQ | 3 | 36    | 5º   |

| 2001 | Scuderia                     | Vettura                                         |   |     |   |   |   |     |   |   |     |   |     |     |  |  | Punti | Pos. |
| ---- | ---------------------------- | ----------------------------------------------- | - | --- | - | - | - | --- | - | - | --- | - | --- | --- |  |  | ----- | ---- |
| 2001 | Marlboro Mitsubishi Ralliart | Mitsubishi Lancer Evo 6.5 Mitsubishi Lancer WRC | 1 | Rit | 1 | 3 | 4 | Rit | 4 | 1 | Rit | 8 | Rit | Rit |  |  | 41    | 3º   |

| 2003 | Scuderia      | Vettura         |  |  |  |  |  |  |  |  |  |  |  |  |  |   | Punti | Pos. |
| ---- | ------------- | --------------- |  |  |  |  |  |  |  |  |  |  |  |  |  | - | ----- | ---- |
| 2003 | Bozian Racing | Peugeot 206 WRC |  |  |  |  |  |  |  |  |  |  |  |  |  | 9 | 0     |      |

| Legenda | 1º posto | 2º posto | 3º posto | A punti | Senza punti | Ritirato | Squalificato | NP=Non partito C=Gara cancellata | Apice=Power stage |

### Risultati nel PWRC
| 1993 | Scuderia | Vettura       |  |     |  |  |  |  |  |  |  |  |  |  |  |  | Punti | Pos. |
| ---- | -------- | ------------- |  | --- |  |  |  |  |  |  |  |  |  |  |  |  | ----- | ---- |
| 1993 |          | Audi Coupé S2 |  | Rit |  |  |  |  |  |  |  |  |  |  |  |  | 0     |      |